# Liste der Rektoren der Deutschen Universität Prag
Die Liste der Rektoren der Deutschen Universität Prag führt die Personen auf, die das Amt des Rektors der deutschen Karl-Ferdinands-Universität (ab 1919 Deutsche Universität) in Prag ausgeübt haben.
- 1882–1883 Ewald Hering
- 1883–1884 Ernst Mach, während seiner Amtszeit durch Ferdinand Lippich ersetzt.
- 1884–1885 Friedrich Rulf
- 1885–1886 Wenzel Anton Frind
- 1886–1887 Carl Gussenbauer
- 1887–1888 Moritz Willkomm
- 1888–1889 Dominik Ullmann
- 1889/1890 Josef Sprinzl
- 1890/1891 Philipp Knoll
- 1891/1892 Johann von Kelle
- 1892/1893 Emil Sax
- 1893/1894 Gustav Carl Laube
- 1894/1895 Josef Schindler
- 1895/1896 Karl Hugo Huppert
- 1896/1897 Anton Marty
- 1897/1898 Joseph Ulbrich
- 1898–1899 Anton Kurz
- 1899/1900 Carl Holzinger Ritter von Weidich
- 1900/1901 Hans Chiari
- 1901/1902 Friedrich Freiherr von Wieser
- 1902/1902 Adolf Bachmann
- 1903/1904 Carl Rabl, der gewählte Rektor Virgil Grimmich starb am  13. August 1903
- 1904/1905 Alois Rzach
- 1905/1906 Josef Rieber
- 1906/1907 Emil Pfersche
- 1907/1908 August Sauer
- 1908/1909 Rudolf von Jaksch
- 1909/1910 Josef Zaus
- 1910/1911 Max Grünert
- 1911/1912 Heinrich Rauchberg
- 1912/1913 Robert Lendlmayr Ritter von Lendenfeld, starb am 3. Juni 1913
- 1913/1914 Richard Ritter von Zeynek, 1869–1945
- 1914/1915 Heinrich Swoboda
- 1915/1916 Adolf Zycha
- 1916/1917 Ottokar Weber, 1860–1927, Historiker
- 1917/1918 Anton Elschnig
- 1918–1920 August Naegle
- 1920/1921 Franz Wähner
- 1921/1922 Robert Mayr-Harting
- 1922/1923 Samuel Steinherz
- 1923/1924 Karl Kreibich
- 1924/1925 Josef Jatsch
- 1925/1926 Carl Isidor Cori
- 1926/1927 Otto Peterka
- 1927/1928 Carl Isidor Cori
- 1928/1929 Otto Grosser
- 1929/1930 August Naegle
- 1930/1931 Carl Isidor Cori
- 1931–1933 Mariano San Nicolò
- 1933/1934 Gerhard Gesemann
- 1934/1935 Otto Grosser
- 1935/1936 Karl Hilgenreiner
- 1936/1937 Michael Stark
- 1937/1938 Rudolf Schránil
- 1938/1939 Ernst Otto

## Reichsuniversität Prag
- 1939/1940 Ernst Otto
- 1940–1942 Wilhelm Saure
- 1942/1943 Alfred Buntru
- 1943/1944 Friedrich Klausing
- 1944/1945 Kurt Albrecht